# غريس دارلينغ
غريس دارلينغ (بالإنجليزية: Grace Darling)‏ هي ممثلة أمريكية، ولدت في 20 نوفمبر 1893 في نيويورك في الولايات المتحدة، وتوفيت في 7 أكتوبر 1963.

## وصلات خارجية
- غريس دارلينغ على موقع IMDb (الإنجليزية)
- غريس دارلينغ على موقع قاعدة بيانات الفيلم (الإنجليزية)